# プラミペキソール
プラミペキソール (英: pramipexole) は、パーキンソン病やむずむず脚症候群（レストレスレッグス症候群）の症状を改善する薬として、同塩酸塩錠（英: pramipexole hydrochloride hydrate)の、ミラペックスLA錠、ビ・シフロール錠、他ジェネリック医薬品が市販されている。脳内の神経伝達物質（ドパミン）と同様に刺激を伝達することにより、神経伝達を活発にして症状を改善させる。

## 薬理作用
プラミペキソールは、以下の受容体で部分/完全アゴニストとして作用する：
- D2S受容体 (Ki = 3.9 nM; IA = 130%)
- D2L受容体 (Ki = 2.2 nM; IA = 70%)
- D3受容体 (Ki = 0.5 nM; IA = 70%)
- D4受容体 (Ki = 5.1 nM; IA = 42%)

プラミペキソールはまた、5-HT1A, 5-HT1B, 5-HT1D|5-HT1D および α2-アドレナリン受容体に対して低い、もしくはわずかに親和性（500〜10,000 nM）を有する。
D1, D5, 5-HT2, α1-アドレナリン, β-アドレナリン, H1および mACh 受容体に対する親和性はごくわずか（10,000 nM以上）。なお、すでに調べられたこれらの受容体等は、ヒト組織を使用して行われた。
プラミペキソールは臨床的に使用されているが、そのD3優先の受容体結合特性により、前臨床研究用の一般的なツール化合物となった。 例えば、プラミペキソールは、げっ歯類モデルおよび精神神経疾患のタスクにおけるD3受容体機能の役割を発見するために（D2および/またはD3優先拮抗薬と組み合わせて）使用されてきた。注目すべきことに、プラミペキソールは、ドーパミンD3受容体に影響を与えることに加えて、まだあまり理解されていないメカニズムを介してミトコンドリア機能に影響を与える可能性があると考えられている。 プラミペキソールのドーパミン作動性作用から非ドーパミン作動性作用（例えばミトコンドリア作用）を分離する薬理学的アプローチは、プラミペキソールのS異性体の作用と並行して、S異性体よりドーパミン受容体に対する親和性がはるかに低いR立体異性体の作用を研究することだった。
パーキンソン病は、大脳基底核の構成要素である黒質に影響を及ぼす神経変性疾患である。黒質には、ドーパミンとして知られる神経伝達物質を放出する神経細胞であるドーパミン作動性ニューロンが多く存在する。 ドーパミンが放出されると、大脳基底核の別の構成要素である線条体のドーパミン受容体が活性化される場合がある。黒質のニューロンがパーキンソン病で劣化すると、線条体はドーパミン信号を適切に受け取ることができなくなる。その結果、大脳基底核は体の動きを効果的に調節できなくなり、運動機能が損なわれる。プラミペキソールは、D2、D3、およびD4ドーパミン受容体のアゴニストとして作用することにより、線条体の機能不全のドーパミン受容体を直接刺激し、それにより大脳基底核の適切な機能に必要なドーパミン信号を回復させると考えられる。

## 副作用
ジスキネジア（無意識に口をもぐもぐする症状）、うとうとする（傾眠。意識がぼんやりして、ほとんど眠っている状態）、気持ちが悪い、吐き気、消化不良、幻覚などが報告されている。他に、幻覚、食欲がない、めまい、口内の乾燥、頭痛、消化不良、便秘、胃の不快感、不眠、立ちくらみ、体がだるい、といったものがある。